# Pierre Granche
Pierre Granche (né à Montréal le 14 mars 1948 et décédé à Montréal le 30 septembre 1997) est un sculpteur québécois.

## Biographie
Pierre Granche est né le 14 mars 1948 à Montréal.
Il étudie à l’École des Beaux-Arts de Montréal et à l’université de Vincennes à Paris, où il obtient un doctorat en arts plastiques.
il enseigne au département d'histoire d'art de l'Université de Montréal pendant plus de vingt ans (1975-1997) jusqu'à sa mort. Il pratique la sculpture et produit une centaine d'oeuvres intégrées à l'architecture.
Il meurt le 30 septembre 1997 à Montréal.

## Œuvres
En tant que sculpteur, ses œuvres sont principalement des morceaux de représentation partiellement abstraites, beaucoup en aluminium. Il fut très influent dans le monde artistique du Québec dans le domaine de l’intégration de l’art et de l'architecture. Certaines de ses œuvres d’art publiques comprennent :
- Hommage aux travailleurs, Montréal-Nord, 1973.
- Sphère 20, résine plastique et bois peint, 110 cm (diamètre de la sphère); 12 cm (diamètre des balles), Musée national des beaux-arts du Québec[5]
- Interrelation sculpturale d'un système cubique, Complexe Desjardins, Montréal, 1976, œuvre retirée.
- Lieu in-fini, Saguenay, 1980.
- Lieu re-découvert, Repentigny, 1984.
- Système, un énorme système géométrique suspendu dans la station de métro Namur, à Montréal;
- Comme si le temps... de la rue, un ensemble de sculptures symboliques libres en aluminium dans un grand bassin d’une fontaine visible de l'extérieur et de l'intérieur de la Place des Arts, à Montréal;
- 32 fois passera, le dernier s'envolera, une collection d'écrans de verre verticaux avec des formes de plante en aluminium, symbolisant l’éducation, dans la cour du Pavillon J.-A.-de Sève, UQAM, à Montréal;
- Topographie/Topologie, 1980, une sculpture-installation (matériaux : béton, pierre, gazon et bois, dimensions : 40 × 26 × 4 m) composée de trois sections « renvo[yant] à la géométrie, mais aussi à l’une de ses significations symboliques : celle de l’apprentissage et de la transformation des êtres »[6], sur le terrain du CEPSUM, à l'Université de Montréal (fait partie de la collection d'œuvres d'art de l'Université de Montréal);
- Gravité/Cité/Ennuagé, 1988, installation, 155 × 575 × 480 cm, Musée national des beaux-arts du Québec[7]
- Ventis et soupiraux, turbulences et essoufflements, 1993 (en aluminium, dimensions : 182 × 244 × 91 cm), « Cet élément faisait partie d’une installation présentée à l’occasion de l’exposition collective et internationale L’Art prend l’air : vol parallèle, au Musée des beaux-arts de Montréal en 1993 »[8], dans le pavillon de la Faculté de l'aménagement de l'Université de Montréal (fait partie de la collection d'œuvres d'art de l'Université de Montréal, don de Gisel Saint-Hilaire);
- Totem urbain / histoire en dentelle, 1992, une représentation allégorique de l'histoire de Montréal, au Musée McCord, près de l'Université McGill, à Montréal[9];
- Lieu redécouvert, une intervention environnementale d'une variété de formes de pyramides tronquées, hôpital de Le Gardeur, à Repentigny au Québec;
- Égalité / équivalence, un groupement de sculptures représentant des chiens, des hommes ailés, et des jardins, à l’Université Laval, dans la ville de Québec ;
- Mémorial du Canada, un mémorial de guerre dans Green Park, à Londres.

## Expositions
- Assimilation/Simulation, Musée d'art contemporain de Montréal, 1978.
- De Dürer à Malevitch, installation à la Galerie Jolliet, 1982.
- Assertion/mémoire/insertion, Galerie UQAM, 1983.
- Profils, Galerie Jolliet, 1985.
- Espace pour une verticale, une oblique et une horizontale, exposition Aurora Borealis, 1985.
- Pomme, si Euclide avait croqué..., Musée d'art contemporain de Montréal, du 24 novembre 1985 au 12 janvier 1986. Janos Baracs

## Galerie

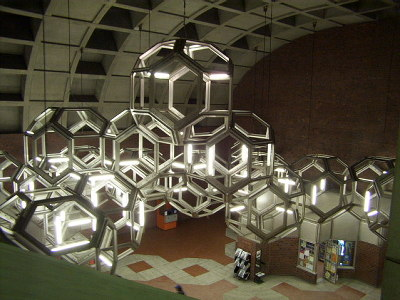
Système
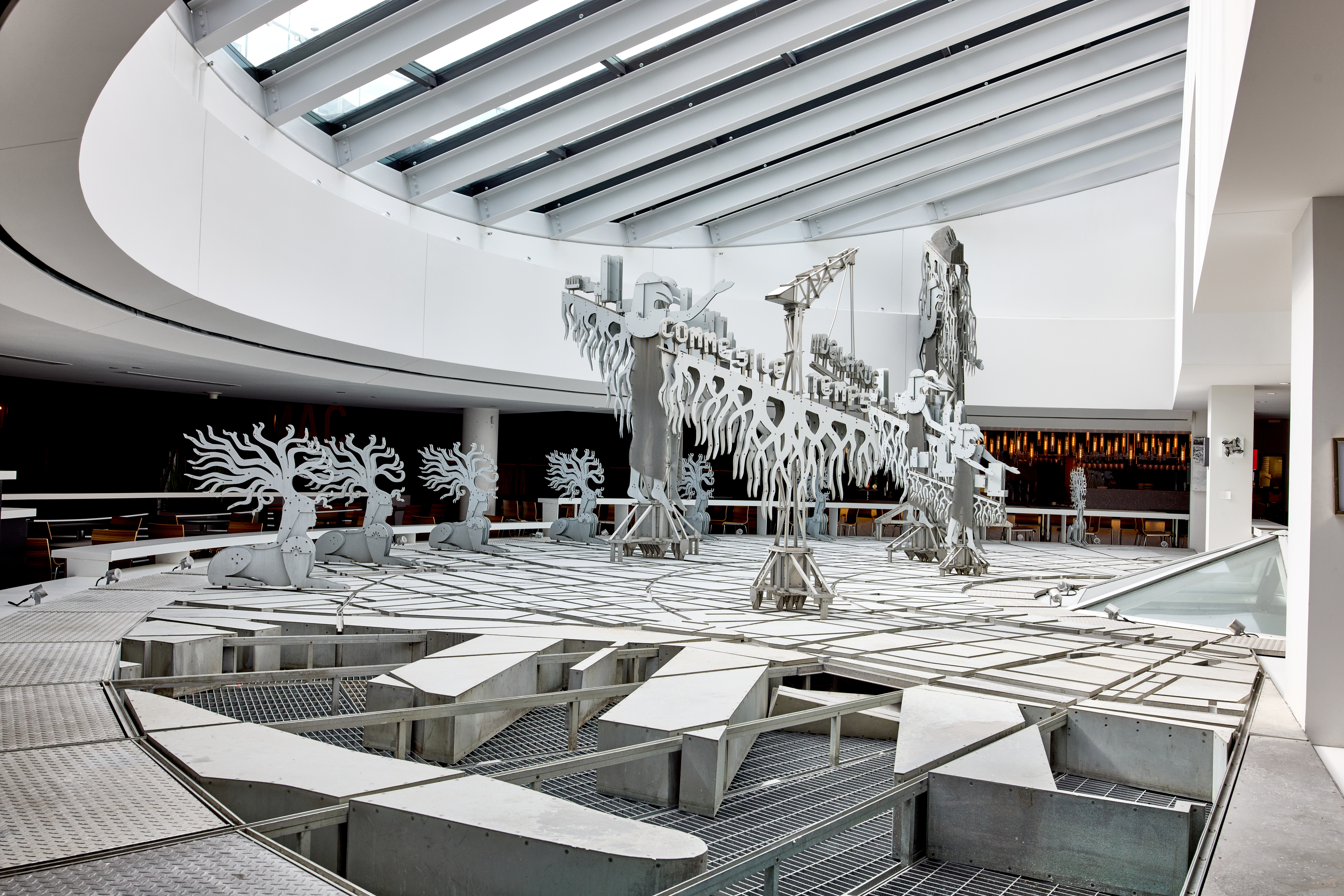
Comme si le temps... de la rue
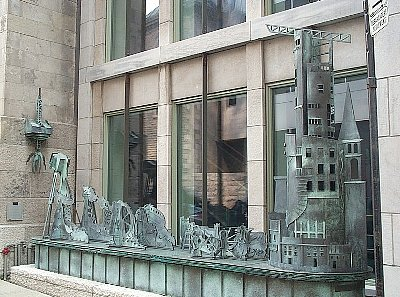
Totem urbain / histoire en dentelle
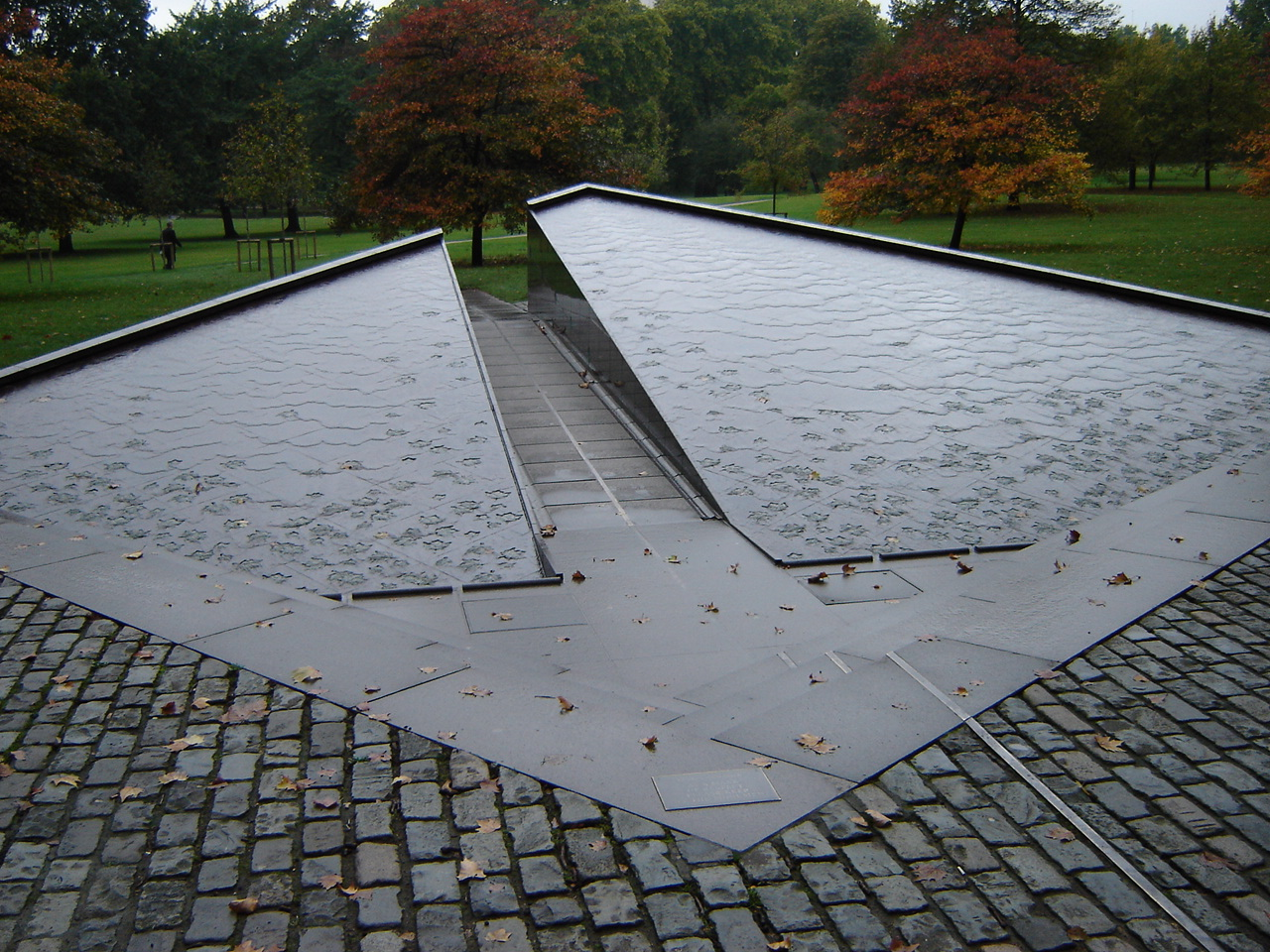
Mémorial du Canada

## Écrits de Pierre Granche

### Articles
- Granche, Pierre. « Une pyramide tronquée et deux tiers en quatre sections : Cour intérieure du Centre culturel canadien à Paris », Intervention, no 15-16, 1982, p. 74-76. http://id.erudit.org/iderudit/57468ac
- Granche, Pierre. « Michel Goulet et l’enseignement », ETC, no 14, 1991, p. 18-20. http://id.erudit.org/iderudit/36079ac